# ロボットケーブル
ロボットケーブル (Flexible cable,Movable cable) とは主に産業用ロボットや工作機械などの内部配線に使用される電線で、装置使用の目的のひとつである工場内の自動化(Factory Automation)よりFAケーブルとも称される。
絶縁の被覆材料の素材はフッ素系やビニール系などがあり、用途としては動力供給用・通信制御用がある。
CC-Link協会やMECHATROLINK協会などの各協会が提唱するフィールドネットワークにも専用ケーブルがある。なかには動力線・通信線が一本のケーブルにまとめられたものもある。

## 構造
ロボットケーブルの構造はキャブタイヤケーブルの構造と同じく、導体とその周りを包む絶縁体、さらにその周りを包むシースからなる。
高速伝送を行う通信においてはノイズが嫌われるため、ツイストペア構造やシースの内側にシールドを施す場合もある。
導体
電気が通る金属部分。非常に細い銅線を複数本撚り合わせる場合が多い。
絶縁体
導体を被覆・保護し電気を遮断する部分。
シールド
機器の筐体などグラウンドに電気的に接続してノイズを軽減する部分。
シース
ケーブルの最も外側の被覆。絶縁体を更に保護する部分。用途に合わせて耐油性や耐熱性が求められる。
ロボットや装置のメーカーがケーブルに求める特性は様々であるが、主に数百万～数千万回といった屈曲寿命を求められる場合が多いため、ケーブルメーカー各社は導体構成や絶縁材などを工夫した独自のケーブルを市場へ供給している。

## 規格
日本国内
電気用品安全法
アメリカ
NFPA79、UL認証
ヨーロッパ
低電圧指令
ロシア
GOST規格
電線としては遵守すべき規格が存在するものの、日本国内メーカーより販売されている高屈曲タイプのケーブルに使用されるような新しい材料においては完全に合致する規格があまり整備されていない。

## 国内メーカー
- 太陽ケーブルテック
- 日星電気
- 大電
- 沖電線
- 倉茂電工
- 吉野川電線
- 金子コード
- タツタ
- 日立金属